# 新日尔基诺市镇
新日尔基诺市镇（俄语：Новожилкинское муниципальное образование）是俄罗斯联邦伊尔库茨克州乌索利耶区所属的一个市镇。其下辖有个居民点，行政中心为新日尔基诺。据2016年统计，该市镇的人口为2395人。